# أشتون ساندرز
أشتون ساندرز (بالإنجليزية: Ashton Sanders)‏ المولود في 24 تشرين الأول عام 1995 هو ممثل أمريكي عُرف بأدائه أدواراً في فيلم ذا ريتريفال لعام 2013 وضوء القمر (فيلم 2016) عام 2016.

## المهنة
كانت مشاركة ساندرز في فيلم ذا ريتريفال هي الأولى في مسيرته الفنية وكان العرض الأول للفيلم من إخراج كريس ايسكا  لدى مجمع ساوث باي ساوث ويست في الحادي عشر من شهر آذار عام 2013. لقد تم إصدار الفيلم على نطاق ضيق في الثاني من نيسان عام 2014 من قبل شركة فاريانس للأفلام. في عام 2015 شارك ساندرز بدور ضئيل في فيلم سترايت الخروج من كومبتون وفي عام 2016 ظهر ساندرز في حلقة من حلقات مسلسل ريفينيري29 ضمن سلسلة ذا سكيني عبر شبكة الإنترنت. في نفس السنة ظهر ساندرز في الفيلم الدرامي ضوء القمر (فيلم 2016) إخراج باري جينكينز (مخرج). كان العرض الأول للفيلم في مهرجان تيلورايد السينمائي في الثاني من ايلول عام 2016. وبدأ العرض على نطاق ضيق في 21 تشرين الأول عام 2016 من قبل إيه 24. وقد تعرّض هذا الفيلم للانتقاد العنيف بالتوازي مع تلقيه عددا من الجوائز بما فيها جائزة غولدن غلوب لأفضل فيلم - دراما. كما حصد هذا الفيلم جائزة الأوسكار جائزة الأوسكار لأفضل فيلم وجائزة الأوسكار لأفضل كتابة (سيناريو مقتبس) وجائزة الأوسكار لأفضل ممثل مساعد للممثل ماهرشالا علي.
كان ساندرز يدرس في سبيل الحصول على شهادة بكالوريوس الفنون الجميلة الاختصاص التمثيل لدى مدرسة المسرح في جامعة دي بول قبل أن يترك المدرسة ليتفرغ للتركيز على مهنة التمثيل.

## وصلات خارجية
- أشتون ساندرز على موقع IMDb (الإنجليزية)
- أشتون ساندرز على موقع الموسوعة البريطانية (الإنجليزية)
- أشتون ساندرز على موقع روتن توميتوز (الإنجليزية)
- أشتون ساندرز على موقع قاعدة بيانات الأفلام العربية
- أشتون ساندرز على موقع ألو سيني (الفرنسية)
- أشتون ساندرز على موقع قاعدة بيانات الأفلام السويدية (السويدية)
- أشتون ساندرز على موقع قاعدة بيانات الفيلم (الإنجليزية)
- أشتون ساندرز على موقع كينوبويسك (الروسية)